# رنگین‌کمان ماهی دریاچه کوروموئی
رنگین‌کمان ماهی دریاچه کوروموئی (نام علمی: Melanotaenia parva) گونه‌ای از رنگین کمان ماهی‌های آب شیرین در زیرتیرۀ رنگین‌کمان‌ماهیان استرالیایی است. این گونه بومی پاپوآ غربی در اندونزی بود. زیستگاه طبیعی آن فقط دریاچه کوچک کاروموئی در شبه‌جزیره سر پرنده بود. رنگین کمان ماهی دریاچه کوروموئی در حال انقراض در طبیعت به‌علت از دست دادن زیستگاه می‌باشد، با این حال آشکار نیست که آیا هنوز جمعیتی وحشی از این گونه کماکان در زیستگاه اصلیش وجود دارد یا خیر، زیرا احتمال می‌رود به‌طور کلی در محدوده بومی خود منقرض شده است.